# As-Sàlih Hajjí
Al-Màlik as-Sàlih Zayn-ad-Din Hajjí —àrab: الملك الصالح زين الدين حاجى, al-Malik aṣ-Ṣāliḥ Zayn ad-Dīn Ḥājjī—, més conegut simplement com a as-Sàlih Hajjí o com Hajjí II, fou soldà mameluc bahrita o kiptxak del Caire (1381-1382 i 1389-1390).
En ser deposat el seu germà Al-Mansur Alà-ad-Din Alí els amirs el van posar al seu lloc. Només va governar una mica més d'un any, i el novembre del 1392 el circassià de la casa yalbughawiyya Barquq ibn Ànas el va fer deposar i va usurpar el tron fundant la dinastia de mamelucs circassians o burjites.
El mateix Barquq el va restaurar el 1389 per uns mesos però el va deposar definitivament el 1390.